# Tom Geißler
Tom Geißler (ur. 12 września 1983 w Oschatz) – niemiecki piłkarz, pomocnik klubu RB Leipzig. Rozegrał jeden mecz w reprezentacji Niemiec U-21 i 15 meczów w Bundeslidze w barwach 1. FSV Mainz 05.